# Treponema
Treponema es un género de espiroquetas gram negativas, finas y pequeñas (de 0,1 a 0,4 µm de diámetro y 6 a 10 µm de largo), con espiras regulares y apretadas y extremos afilados. En fresco solo pueden observarse con un microscopio de campo oscuro o por contraste de fase.

## Características
Los Treponema son bacterias helicoidales que se tiñen difícilmente con colorantes de anilina y fácilmente con Giemsa o por impregnación argéntica. Son móviles en medios líquidos por medios de rotación o translación. Tienen de 1 a 5 flagelos, generalmente 3. Son organismos quimioheterótrofos, utilizando una gran variedad de carbohidratos o aminoácidos como fuente de energía y carbono. Realizan una respiración anaerobia estricta o microaerófila.

## Patogenia
Las especies patógenas son difíciles de cultivar en laboratorio, siendo más factible visualizar el organismo directamente de la muestra con inmunofluorescencia directa y ciertas tiniciones especializadas. Normalmente son parásitos y patógenos del hombre y animales. Viven en la cavidad oral, el aparato digestivo y órganos genitales.

## Especies
- Treponema pallidum, patógeno humano, con tres subespecies conocidas. 
  - Treponema pallidum pallidum, patógeno humano, agente causal de la sífilis.
  - Treponema pallidum pertenue, patógeno humano, agente causal del Pian.
  - Treponema pallidum endemicum, patógeno humano.
- Treponema carateum, patógeno humano, agente causal de la Pinta.
- Treponema paraluiscuniculi, causante de la sífilis del conejo.
- Treponema denticola, periodontopatógeno, no fermentan los carbohidratos.
- Treponema vincentii, no patógeno, no fermentan los carbohidratos.
- Treponema scoliodontum, no patógeno, no fermentan los carbohidratos.
- Treponema refringens, no patógeno, no fermentan los carbohidratos.
- Treponema minutum, no patógeno, no fermentan los carbohidratos.
- Treponema phagedenis, no patógeno, fermentan los carbohidratos.
- Treponema succinifaciens, no patógeno, fermentan los carbohidratos.
- Treponema bryantii, no patógenos, fermentan los carbohidrato

```
                    s.
```

- Datos: Q134745
- Multimedia: Treponema / Q134745
- Especies: Treponema